# Geschichte der Stadt Delitzsch
|  | 1166      | Erste urkundliche Erwähnung in einer Urkunde von Kaiser Friedrich I.                                 |
|  | ≈1200     | Verleihung des Stadt- und Marktrechts durch die wettinischen Landesherren                            |
|  | 1457      | Fertigstellung einer Wehranlage bestehend aus Stadtmauer, Wachtürmen, Wall, Wassergraben und Zwinger |
|  | 1539      | Einführung der Reformation durch Herzog Heinrich von Sachsen                                         |
|  | 1546      | Durch Neuordnung von Kurfürst Moritz von Sachsen gelangt Delitzsch an das Kurfürstentum Sachsen      |
|  | 1636/1637 | Einziehende schwedische Truppen                                                                      |
|  | 1692-1734 | Barockschloss wird Witwensitz der Herzöge von Sachsen-Merseburg                                      |
|  | 1815      | Delitzsch kommt zum Königreich Preußen und wird Kreisstadt                                           |
|  | 1994      | Delitzsch wird Sitz des gleichnamigen Landkreises                                                    |
|  | 2008      | Delitzsch kommt zum Landkreis Nordsachsen                                                            |

Die Geschichte der Stadt Delitzsch umfasst die Entwicklungen auf dem heutigen Gebiet der Stadt Delitzsch von der ersten Besiedlung bis zur Gegenwart. Erstmals urkundlich erwähnt wurde die Stadt im Jahr 1166 und erhielt um etwa 1200 das Stadt- beziehungsweise Marktrecht. Die während der Ansiedlung von Slawen im 8./9. Jahrhundert erbaute Burg, dem Vorgänger des heutigen Barockschlosses, war Ausgangspunkt der planmäßig angelegten Stadt Delitzsch und ist fortlaufend eng mit der geschichtlichen Entwicklung der Stadt verbunden.

## Etymologie
Der Name Delitzsch ist wie die meisten Ortsnamen der Region slawischen Ursprungs. Er leitet sich von der Erhöhung auf dem Schlossgelände, regional auch Spitzberg genannt ab. Die Slawen, welche sich im 8./9. Jahrhundert um diese Erhöhung ansiedelten, nannten diese Erhebung delč oder delčz (sorbisch für Hügel).
Der Stadtname wurde im Laufe der Jahrhunderte vielmals abgewandelt:
| Jahr              | 1207   | 1222  | 1224 | 1276 | 1350    | 1368    | 1374      | 1376  | 1431   | 1459     | 1485      | 1636     | 1791      |
| Namensentwicklung | Dieliz | Delcz | Dels | Delz | Deltsch | Delschs | Delczschs | Deltz | Delicz | Delczsch | Delitzsch | Dölitsch | Delitzsch |

## Ur- und Frühgeschichte
Die ältesten Hinweise für eine Besiedlung des Delitzscher Raums datieren aus der Jungsteinzeit. Vor ungefähr 12.000 Jahren durchstreiften Gruppen von Jagdbeutern die wildreichen Auenwälder des Lober, die damals das Landschaftsbild prägten. Überregionale Bedeutung in der Ur- und Frühgeschichtsforschung hat der Fundplatz einer bandkeramischen Siedlungsgrube am Ortsausgang von Zschernitz, etwa zehn Kilometer westlich des Stadtzentrums, im Jahr 2003. Nach mehreren Monaten örtlicher Grabungen an der Fundstelle, mit Siedlungsresten und Gräbern der Linienbandkeramik, der Gaterslebener Kultur, der Salzmünder Kultur, der Baalberger Kultur, der Schnurkeramik und jüngerer Perioden der Vorgeschichte, zeichnete sich im zentralen Teil der Siedlung eine mehrphasige Besiedlung ab, die zum Teil stratigraphische Überlagerungen von älteren und jüngeren neolithischen Befunden aufwies. Am 19. August 2003 ereignete sich bei der Untersuchung an der Basis der Siedlungsschichten ein Sensationsfund. Bei diesem handelte es sich um einen etwa acht Zentimeter großen und circa 5000 Jahre alten Torso einer männlichen Tonfigur, der nach Angaben von Archäologen die älteste Kleinplastik des mitteleuropäischen Neolithikums ist.
Erste Hinweise auf eine Siedlungstätigkeit innerhalb des Rechtsbezirks der später entstehenden Stadt gibt es bereits seit der spätrömischen Kaiserzeit im 4. Jahrhundert, dokumentiert in einem in der Badergasse gemachten archäologischen Fund. Kaiserzeitliche Funde elbgermanischen Typus in der Gegend in und um Delitzsch werden gewöhnlich als Hinterlassenschaften des suebischen Stammes der Hermunduren gedeutet. Bis zum Jahr 531 gehörte der Raum der späteren Stadt zum Königreich der Thüringer.

## Mittelalter

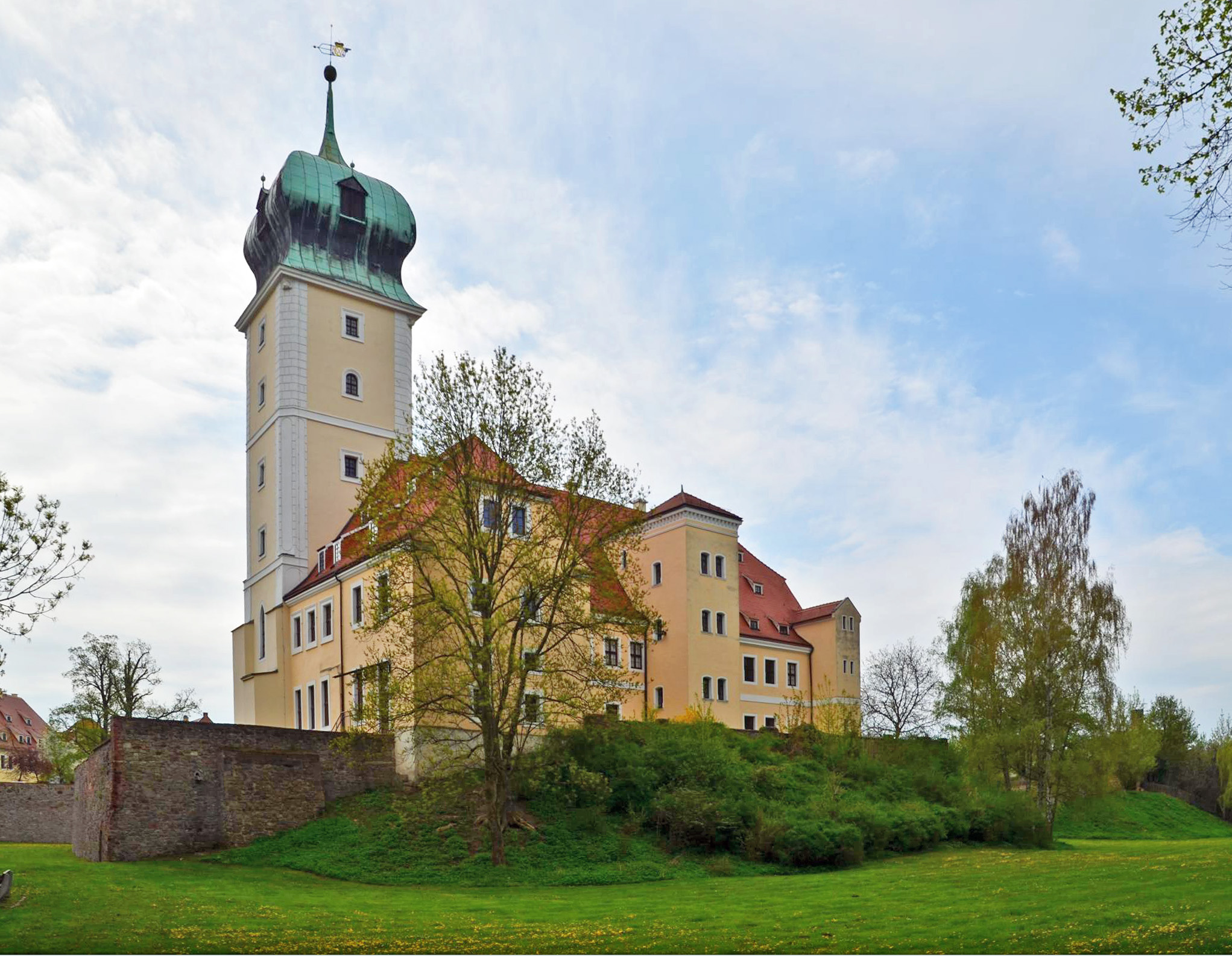
Nordostfassade des Schlosses mit den Schlosswiesen im Vordergrund, den Flächen der ersten Slawensiedlung

### Slawische Siedlung
Nach der Niederlage der Thüringer gegen die Franken verließen diese die Region zwischen Elbe, Saale und Mulde. Ab dem späten 6. Jahrhundert siedelten sich slawische Bevölkerungsgruppen an, zunächst aus Böhmen kommend entlang der Elbe bis in den Raum um Dessau und die Saalemündung. Im Verlauf des 7. und 8. Jahrhunderts drangen sie auch entlang der Mulde und anderer Flüsse nach Süden vor. Delitzsch lag zur damaligen Zeit im Zentrum eines natürlich begrenzten, etwa 270 Quadratkilometer großen Siedlungsgebietes an der mittleren Mulde, dessen Bewohner sich vermutlich als Siusli bezeichneten. Die Slawen zwischen Saale und Mulde schlossen spätestens Ende des 8. Jahrhunderts zu dem Stammesverband der Sorben (lat. sorabi sclavi) zusammen. Die günstigen Geländebedingungen auf einem vom Lober umflossenen Höhensporn und eine von West nach Ost verlaufende Fernhandelsstraße, führten im 9. Jahrhundert zur Gründung einer slawischen Burganlage auf dem Gelände des heutigen Schlossgartens.
Mit der Eingliederung in das Ostfrankenreich und die strukturellen Erfassung der Gebiete zwischen Saale und Elbe unter den Königen Heinrich I. und Otto I., geriet das Gebiet um Delitzsch zur Phase der Ostkolonisation unter die Herrschaft deutscher Ministeriale, die Mitte des 10. Jahrhunderts anstelle der hölzernen Slawenburg einen steinernen Burgward errichteten. Im Schutz dieser erweiterten Burg wurde 1140/50 im Vorburgbereich eine frühstädtische Slawensiedlung von Handwerkern und Kaufleuten angelegt. Neben den dort ansässigen Sorben, siedelten sich auch Flamen, Franken und Hessen an. Grund dafür ist der 1157 erlassene Ausruf von Albrecht dem Bären an das Rheinland und die Niederlande, bei dem sich Siedler entlang der bevölkerungsarmen Elbe/Mulde-Region niederlassen sollten.
Auf den Sprachgebrauch der ansässigen Völker, besonders der Sorben geht der Name der Stadt Delitzsch zurück. Delcz oder Delc nannten sie ihre planmäßig angelegte Siedlung, mit ihrem Wort für Hügel oder kleinen Berg, auf dem sie angelegt worden war. Sie erstreckte sich über das Gelände der heutigen Ritter-, Halleschen-, Schloss- und Mühlstraße, sowie über einen Teilabschnitt der Mauergasse. Dieser Bereich zwischen Halleschem Turm und Marktplatz ist als erste vorstädtische Siedlung anzusehen.

### Stadtgründung und Entwicklung bis zum Spätmittelalter
Mit Wikardus de Delce wurde Delitzsch am 20. August 1166 erstmals in einer Schrift des Kaisers Friedrich I. urkundlich erwähnt. Die zum großen Teil aus vormals unfreien Landesbediensteten hervorgegangenen Adligen und Geistigen der Region wurden auf mit bestimmten Freiheiten ausgestatteten Zins- und Abgabefreien Freihöfen angesetzt. Diese befanden sich auf dem Gelände des Burgbezirks, in der Ritterstraße und Holzstraße sowie je ein Hof in den heute Münze und Badergasse benannten Straßen.
Um 1200 entwickelte sich der Burgward zum Sitz eines unteren Gerichtsbezirks. Für die Jahre 1207, 1222 und 1224 sind drei Gerichts-, Landding- und Lehntage der Markgrafen von Meißen und Landgrafen von Thüringen urkundlich nachgewiesen. An einem dieser Gerichtstage tritt der Schreiber des Sachsenspiegels Eike von Repgow als Zeuge auf. Begünstigt durch diese Voraussetzungen, bildete die Stadt für die ländliche Bevölkerung der engeren und weiteren Umgebung einen zentral gelegenen Marktort, dem um 1200 das Markt- und Stadtrecht von den wettinischen Landesherren verliehen wurde. Diese Entwicklung wurde zum wesentlichen Antrieb für den weiteren Ausbau der noch kleinen Bürgergemeinde zu einer wirtschaftlich starken Stadt, in der Handwerk und Gewerbe einen kräftigen Aufschwung nahmen. Die Burg Delitzsch diente zugleich als Verwaltungs-, Vogtei- und Gerichtssitz sowie als Reiseresidenz der Wettiner.
Bis 1291 gehörte das Gebiet des späteren Amtes und der Stadt Delitzsch zum Territorium der Wettiner, 1328 zur Markgrafschaft Brandenburg, ab 1347 den Herzögen von Braunschweig und schließlich wieder den Markgrafen von Meißen. In Folgezeit erlangte Delitzsch aufgrund seiner großen Anzahl an Hausstellen und der wachsenden Bevölkerung weitere Rechte und Qualitäten. Zu den landesherrlich verbrieften Rechten gehörten neben dem Mauerrecht, das Abdeckerei- und Braurecht sowie das Recht auf ein eigenes Schelfmaß. Im Jahr 1376 kam zunächst pachtweise, ab 1423 dann endgültig die hohe Gerichtsbarkeit und das Geleitsrecht hinzu. Mit der eigenen Gerichtsbarkeit vollzog sich auch die Trennung der Stadtgemeinde von der landesherrlichen Pflege.
An der Spitze der Stadt standen ursprünglich Vögte als Vertreter des Landesherrn. Die Herausbildung eines selbständigen, von der hausbesitzenden Bürgerschaft gewählten Rates und des sich daraus rekrutierenden Bürgermeisters, erfolgte in Delitzsch mit hoher Wahrscheinlichkeit im Zeitraum zwischen 1364 und 1376. Als Zeichen städtischer Selbstständigkeit konnte der Stadtrat bereits im Spätmittelalter mit einem eigenen Siegel Dokumente und Urkunden rechtlich bestätigen aus dessen bildlicher Darstellung sich später das Stadtwappen entwickelte.

Bürgerrechtsurkunde

Mitte des 14. Jahrhunderts wurde auch in Delitzsch das Bürgerrecht mit entstehen der ersten Neustadt eingeführt. Für dessen Erwerb musste man einen Hausbesitz in der Stadt nachweisen, Steuern und Abgaben leisten sowie Wehrdienst zur Verteidigung der Stadt leisten. Hierbei wurde zwischen vollem und minderem Bürgerrecht unterschieden. Volles Bürgerrecht hatten allein die Besitzer von Brauerbehäusern in der Altstadt, niederes Besitzer von Pfahlhäusern in der Neustadt. Die erste Neustadt erstreckte sich von der heutigen Pfortenstraße über die Schul- und Breite Straße bis hin zur Zscherngasse.
Als wirtschaftliche Grundlage der Bürger galt damals neben dem Handwerk, die Herstellung und der Verkauf von Bier. Im Jahr 1390 erhielt die Stadt das Recht der Biermeile, so dass im Umkreis von einer Meile nur Delitzscher Bier ausgeschenkt werden durfte. Durch diesen Umstand entwickelte sich Delitzsch zu einer Wirtschafts- und Finanzkraft, die durch den Ankauf von nichtstädtischen Gemeinden und sogar Dörfern neben Leipzig, zum bedeutendsten städtischen Grundherren in Nordsachsen wurde. Mit dem wachsenden Wohlstand der Stadt im Spätmittelalter stieg auch das Bedürfnis nach Schutz vor Plünderungen und Brandschatzungen von außen. Bisher schützte lediglich ein schmaler Graben und eine Hecke den Stadtkern vor Angriffen. Diesem wurde mit der Errichtung einer massiven Wehranlage, bestehend aus Stadtmauer, Stadttürmen, Zwinger, Wassergaben und Wall entgegengewirkt. Der Bau dafür begann Ende des 14. Jahrhunderts mit der Errichtung der Stadttürme und endete Mitte des 15. Jahrhunderts mit der etappenartigen Vollendung der Stadtmauer. Die gesamte Anlage ist wie die Stadtkirche St. Peter und Paul (Erbauung 1404 bis 1496) auch, im Stil der norddeutschen Backsteingotik erbaut worden.
Aus Delitzsch stammen die um 1450 geborenen Brüder Marcus, Lucas, Matthäus und Moritz Brandis, die im 15. und 16. Jahrhundert als Wanderbuchdrucker im mitteleuropäischen Raum unterwegs waren und zur Verbreitung des Buchdrucks wesentlich beitrugen.
Mit der Leipziger Teilung gelangte die Stadt Delitzsch (früheres Gebiet des Osterlandes nördlich um Leipzig) im Jahr 1485 an den albertinischen Zweig der Wettiner und deren Residenz in Dresden.

## Frühe Neuzeit

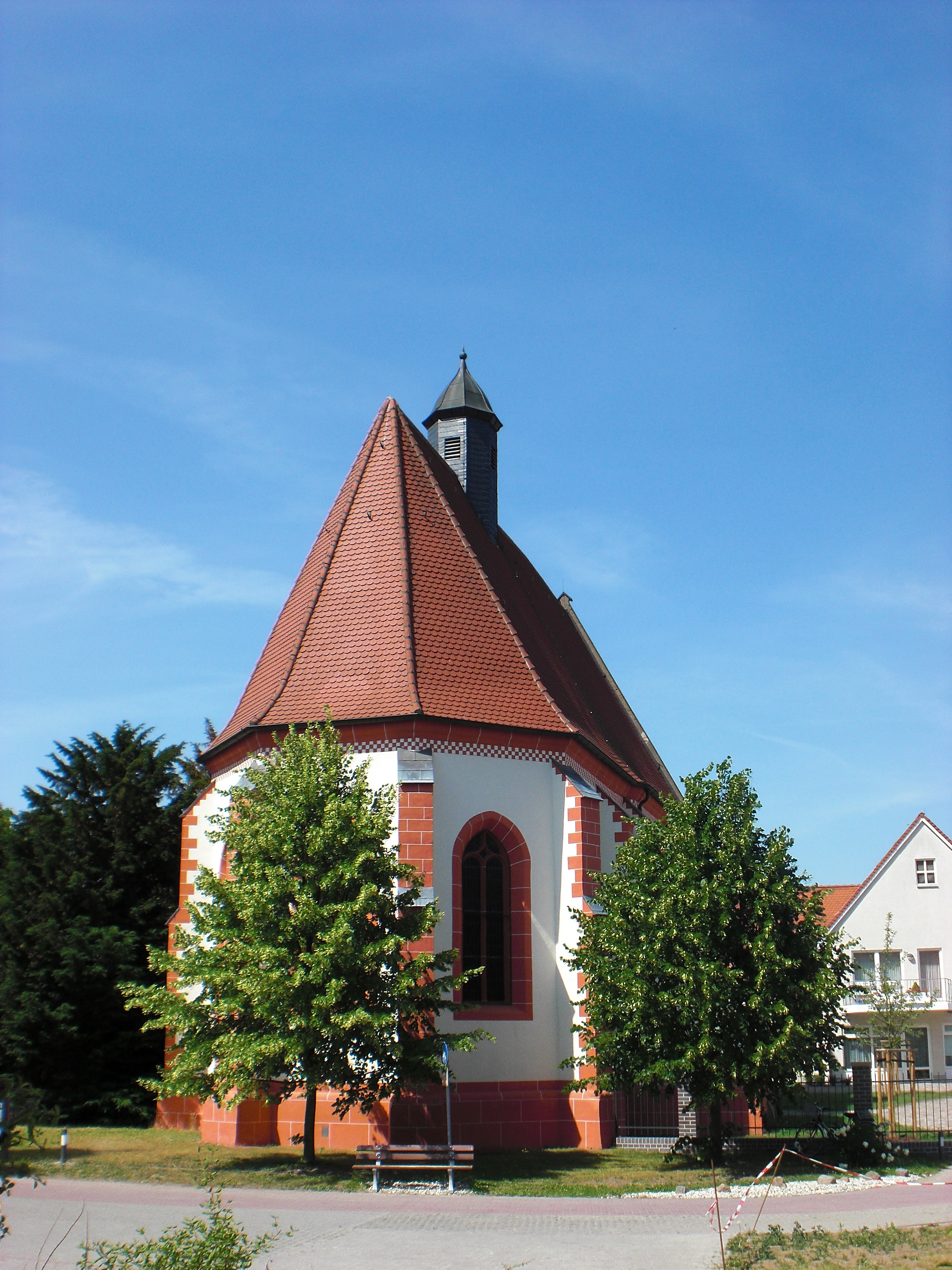
Hospitalkirche

### Reformation
Nach der Errichtung der St.-Peter-und-Paul-Kirche im 15. Jahrhundert, erfolgte am 15. August 1516 die Grundsteinlegung der Hospitalkirche St. Georg an der ehemaligen Salzstraße, die von Halle über Delitzsch gen Osten führte. Sie diente als Ersatzbau der im 14. Jahrhundert errichteten Hospitalkapelle St. Fabian und Sebastian. Ab etwa 1525 begannen die Bauarbeiten an der heutigen Marienkirche.
Durch die sächsischen Kurfürsten unterstützt, wurde die Reformation 1539 durch Heinrich den Frommen im Herzogtum Sachsen und damit auch in Delitzsch eingeführt. Mit der Neuordnung des albertinischen Territoriums durch Kurfürst Moritz in den Jahren 1546 und 1547 kam die Stadt zum Leipziger Kreis des Kurfürstentums Sachsen. Im Jahr 1582 wütete im Amt Delitzsch die Pest und forderte 848 Opfer. Aufgrund dessen musste die damalige Vorstadt Grünstraße zeitweise komplett abgesperrt werden, wodurch eine Versorgung mit Nahrungsmitteln und Medikamenten lediglich durch eine Spalte im Bretterzaun erfolgen konnte.
Zwei weitere Bauwerke aus der Zeit der deutschen Renaissance sind das Stadtschreiber- und das Ritterhaus. Die beiden in der Ritterstraße befindlichen Bauten wurden Mitte des 16. Jahrhunderts errichtet. Das Stadtschreiberhaus wurde von 1568 bis 1572 erbaut und diente bis 1829 als Stadtarchiv, Wohnung und Arbeitsstätte des Stadtschreibers. Das Ritterhaus wurde 1558 von Christoph Lotter aus den Steinen der Mauer am nördlichen Schlossberg erbaut.

### Dreißigjähriger Krieg
Delitzsch mit Ortsteil Poßdorf war 1607–1684 von Hexenverfolgung betroffen. Zwei Frauen und ein Mann gerieten in Hexenprozesse. 1607 wurde Margaretha, Tochter von Matthäus Korb, mit Landesverweis bestraft.
Der Dreißigjährige Krieg hinterließ auch in Delitzsch seine Spuren und stellte einen Einschnitt in die Entwicklung der Stadt dar. Bereits im Jahr 1623 setzte eine Münzverschlechterung ein, die den Wert des sächsischen Talers stetig verminderte und zu einem Preisanstieg für Grundnahrungsmittel sorgte. Blieb die Stadt zunächst von Kampfhandlungen verschont, musste man ab 1636 die wirtschaftlichen und zerstörerischen Auswirkungen des Krieges hinnehmen. So musste sie landwirtschaftlichen Besitz und auch eigenen Grundbesitz veräußern, um den Forderungen des einquartierten Kriegvolks nach Geld und Lebensmitteln erfüllen zu können. Zwar blieb die Altstadt von Plünderungen weitgehend verschont, wurde die Neustadt von schwedischen Söldnerverbänden jedoch fast völlig niedergebrannt. Zudem schleppten durchziehende und einquartierte Truppen, todbringende Krankheiten in die durch Flüchtlinge übervölkerte Stadt. Allein im Jahr 1637 starben rund 881 Menschen, davon 300 an Hunger. Es brauchte Jahrzehnte, bis sich die Stadt von den Kriegszerstörungen wieder erholte.
Einer Sage nach ist die Stadt Delitzsch im Jahr 1637 von der damaligen Türmerstochter, durch das Blasen der Schwedensignale vor den Schweden gewarnt worden:
„Im Jahre 1637 wachte ein Türmer über die Stadt Delitzsch. Seine Tochter war recht einsam, da ihre Bekannten den hohen Turm mieden. Sie bat eines Tages ihren Vater, ihr das Trompeteblasen beizubringen, damit sie sich die Langeweile vertreiben könnte. Sie war eine gelehrige Schülerin und erfreute sich an den Klängen der erlernten Signale. Eines Tages vertrat sie ihren Vater als Wächterin. Als sie am Ausguck in die Runde spähte, bemerkte sie in der Ferne eine Staubwolke, die sich auf die Stadt zuwälzte. Als sie viele Reiter unterschied, ahnte sie Unheil für die Stadt und rief die Bürger durch ein warnendes Signal auf die Wälle. In Waffen erwarteten sie die Feinde zu blutigem Empfang. Als die schwedischen Reiter die Bürger verteidigungsbereit fanden und keine Beute zu holen war, wendeten Sie eilends um und stoben davon.“

### Herzogtum Sachsen-Merseburg
Nach dem Friedensschluss von 1648 war Kursachsen wirtschaftlich und sozial angeschlagen. Es brauchte große Anstrengungen, Verwaltung und Finanzwesen hauptsächlich auf der regionalen Ebene zu reorganisieren. 1653 lagen immer noch rund 260 Wohnhäuser und fast alle Scheunen in Trümmern.
Als 1656 der sächsische Kurfürst Johann Georg I. starb, wurde nach seinem Testament von 1652 eine faktische Landesteilung Sachsens durchgeführt. So gab es neben dem weiter bestehenden Restkurfürstentum noch drei sogenannte Sekundogenituren, zu denen auch das Herzogtum Sachsen-Merseburg mit dem Gebiet um Delitzsch gehörte. Dieses Herzogtum kam unter die Herrschaft von Herzog Christian I., der das alte Bischofsschloss in Merseburg zu seiner Residenz und das Delitzscher Schloss zum künftigen Witwensitz seiner Gemahlin ausbauen ließ. Der beginnende Wiederaufbau des Schlosses brachte vielen Gewerken der Stadt einen wirtschaftlichen Aufschwung.
Im Gegensatz zu den meisten landesherrlichen Schlössern des Kurfürstentums Sachsen überstand das Delitzscher Schoss den Dreißigjährigen Krieg weitgehend unbeschadet, sein Erscheinungsbild war aber aufgrund von Einquartierungen schwedischer Söldnerverbände beschädigt. Der Umbau vom Renaissance- zum Barockschloss begann am 24. Juni 1689 und war am 13. Mai 1696 abgeschlossen. Jedoch zog die bereits verwitwete Herzogin Christiana von Sachsen-Merseburg mit ihrem Hofstaat von 28 Personen bereits am 31. Mai 1692 in das Schloss ein und ließ noch im selben Jahr den Schlossgarten nach französischen Vorbildern, vom Hofgärtner Andreas Gotthard Carl südwestlich des Schlosses anlegen. Von großer Bedeutung war während der Anwesenheit der Herzöge, die Gründung einer privilegierten Apotheke im Jahr 1699 und einer Hofbuchdruckerei im Jahr 1701.
Nach dem Tod der Herzogin Christiana im Jahr 1701 nutzte das Merseburger Herzogshaus das Schloss nur noch selten als Reiseresidenz. Erst von 1731 bis 1734 fand es durch den Einzug der Herzogin Henriette Charlotte, Witwe von Herzog Moritz Wilhelm von Sachsen-Merseburg, wieder einen regelmäßigen Nutzen. Moritz Wilhelm starb am 21. April 1731 in Merseburg. Herzogin Henriette Charlotte starb am 8. April 1734 im Schloss und wurde am 4. Mai auf ihren Wunsch vor dem Altar der Stadtkirche St. Peter und Paul beigesetzt. Da das Ehepaar keine Nachkommen hatte, fiel die Sekundogenitur Sachsen-Merseburg 1738 wieder an das Kurfürstentum Sachsen zurück.
Von 1728 bis 1810 gehörte auch Delitzsch zu den sächsischen Garnisonsstädten. Trotz der beschränkten Selbständigkeit des Herzogtums Sachsen-Merseburg unterstand in militärischer Beziehung dieses Territorium immer dem Kurfürstentum und dessen Sitz in Dresden. Bereits 1676 wurde Delitzsch erstmals mit Einquartierungen von Truppen der Kursächsischen Armee konfrontiert, bei denen auch die Bürger in der Truppe dienen mussten. Infolge kam es immer wieder zu längeren Stationierungen verschiedener Armeeeinheiten, die aufgeteilt in den Häusern der Bürger untergebracht waren. Während des Siebenjährigen Krieges wurde Delitzsch von 1756 bis 1763 abwechselnd von den Österreichern und Preußen besetzt.
Im Jahr 1789 lebten in der Stadt Delitzsch rund 2500 Einwohner in 389 Häusern. Zu den Wirtschaftszweigen der Stadt im ausgehenden
18. Jahrhundert gehörte neben dem klassischen Innungshandwerk auch die Herstellung von Wollstrümpfen, die hauptsächlich auf Messen in Naumburg und Leipzig verkauft wurden, aber auch im Militär Verwendung fanden. Mit der Zigarrenfabrikation entstand zudem ein neuer Wirtschaftszweig, der zu Beginn des 19. Jahrhunderts mit 13 städtischen Zigarren- und Tabakfabriken seinen Höhenpunkt erlebte.

## Neuzeit

### Delitzsch als preußische Provinzstadt

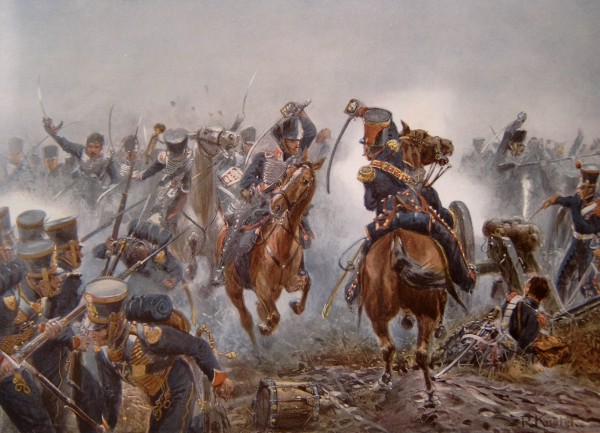
Völkerschlacht 1813

Nachdem Sachsen seit 1806 mit Frankreich verbündet war, fand im Jahr 1813 die Völkerschlacht bei Leipzig statt, bei der im Zuge der Befreiungskriege die gegen Napoleon verbündeten Heere Österreichs, Preußens, des Russischen Reichs, Schwedens und deutscher Patrioten dem napoleonischen Frankreich und seinen Verbündeten, darunter dem Königreich Sachsen, eine entscheidende Niederlage einbrachten. Durch die starken Landverluste Sachsens nach dem Wiener Kongress im Jahr 1815 kam das Gebiet um Delitzsch 1816 zur preußischen Provinz Sachsen. Durch die Zugehörigkeit zum fortschrittlichen und modernen Preußen wurde Delitzsch Kreisstadt des neuen gleichnamigen Kreises. Durch den Wegfall der Ämterbezeichnungen blieb Delitzsch zwar Sitz der Verwaltung, gehörte aber zum Regierungssitz Merseburg, an dessen Spitze eine kollegialisch organisierte Regierung stand.
Die wirtschaftlichen Entwicklungen von Delitzsch gingen in der Zeit der Industriellen Revolution nur langsam voran. Mit der Industrialisierung verloren viele aus dem Mittelalter überkommene Handwerksberufe ihre Existenz. Die wachsende Konkurrenz der fabrikmäßig organisierten Warenproduktion unterlagen viele kleine Handwerker und Gewerbetreibende wie Leineweber, Loh- und Weißgerber oder Töpfer, die ihre Existenzvorlage verloren und somit völlig aus dem Stadtbild von Delitzsch verschwanden. Allein die Strumpfherstellung begann sich aus der Produktion im Familienbetrieb bereits in neu errichteten Manufakturen zu etablieren. In dieser neuen Produktionsform mit freien Lohnarbeitern kam noch die Tabakverarbeitung hinzu, die sich zur bestimmenden Wirtschaftskraft der Stadt entwickelte.

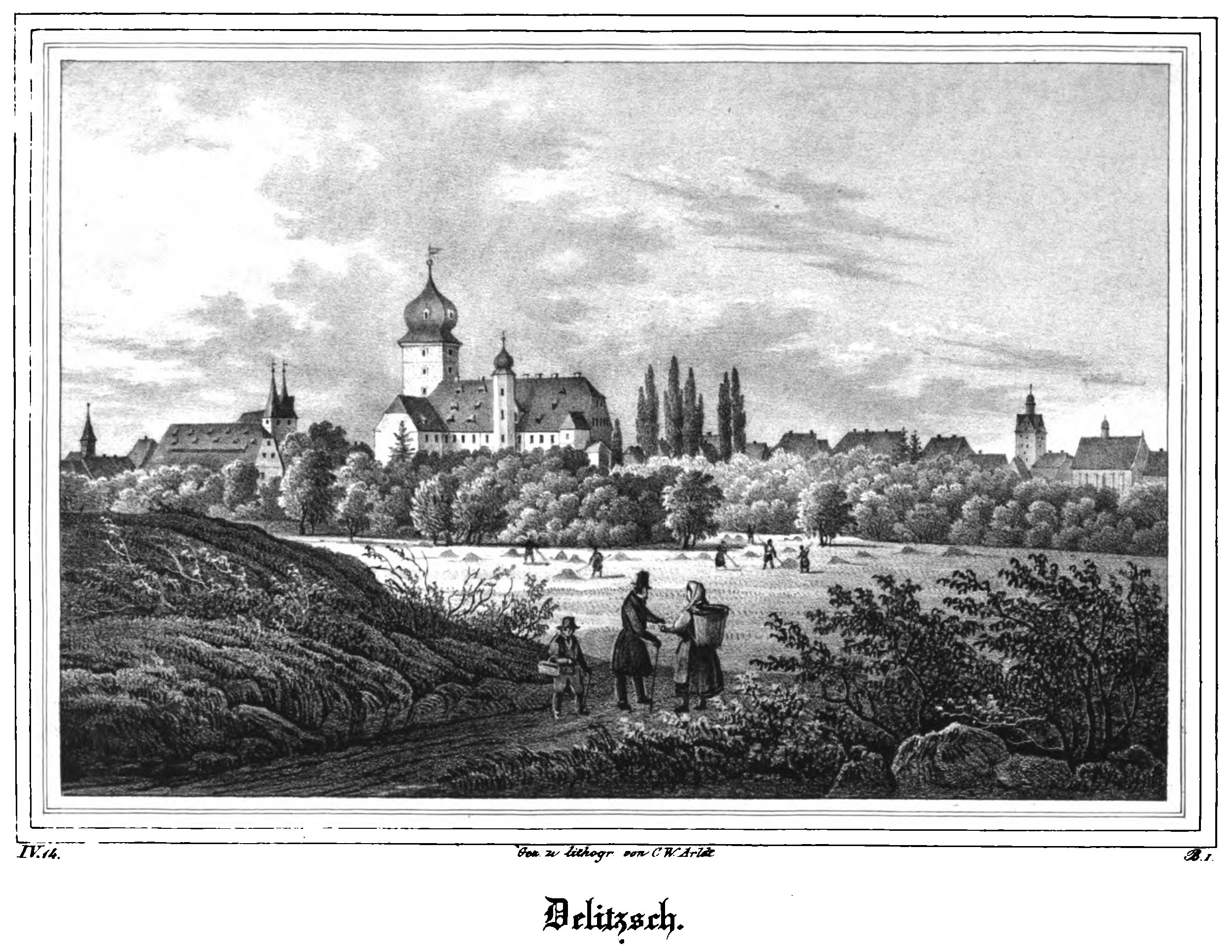
Die Schlosswiesen um 1839

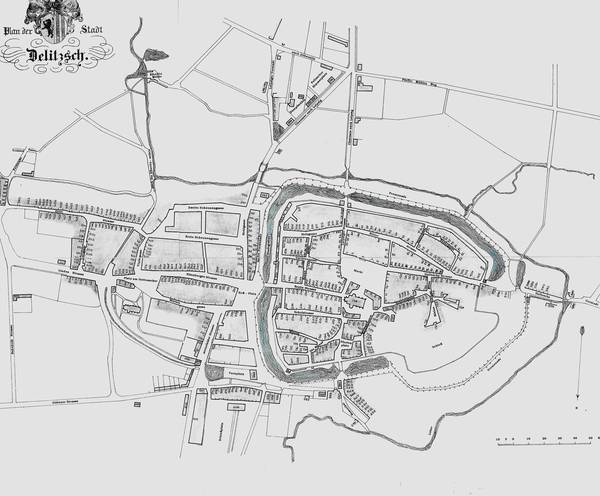
Delitzsch um 1864

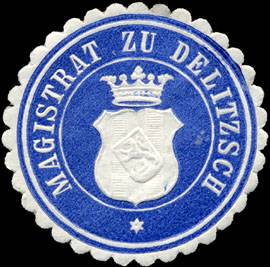
Siegelmarke des Magistrats

Im Jahr 1824 erschien mit dem Nachrichts-Blatt für den Delitzscher und Bitterfelder Kreis  regelmäßig eine Wochenzeitung für die Region. Von 1828 bis 1835 siedelten sich weitere Unternehmen, wie eine Tuch-, Strumpf- und Kattunfabrik im Stadtgebiet an. Völlig neue Produktionszweige erschlossen sich im 19. Jahrhundert auch mit der Verbreitung von Erkenntnissen aus der Chemie. So errichtete 1839 der Apotheker Rudolf Schulze auf dem Grundstück Schlossstraße 23 eine chemische Fabrik. Die industriellen Erfolge der Stadt führten dazu, dass im Jahr 1841 bereits 4533 Einwohner in Delitzsch lebten. Die Umbrüche in der ersten Hälfte des 19. Jahrhunderts führten zu erheblichen wirtschaftlichen und sozialen Spannungen. Das Wegbrechen des klassischen Innungshandwerks, mehrere Missernten und politische Gegensätze hatten 1848 auch in Mitteldeutschland revolutionäre Unruhen zur Folge.
Nach Einführung der Gewerbefreiheit im Königreich Preußen kam es auch in Delitzsch zur Neugründung verschiedener Unternehmen.
So entstand 1842 auf einem Pachtgrundstück neben dem Gasthof zur Weintraube in der Bitterfelder Straße eine Braunkohlenfabrik, welche die Rohbraunkohle aus Bitterfeld bezog. Damit hielt mit mehrjähriger Verzögerung die technische Revolution Einzug in der Stadt. Zum gleichen Zeitpunkt schaffte man das Hausbraurecht von Bier ab, wodurch das am Markt gelegene letzte Brauhaus seinen Betrieb einstellte. Im Jahr 1853 erbaute der Pächter der Rittergutsbrauerei in Klein-Krostitz, Friedrich Offenhauer, eine moderne Dampfbrauerei, die bis 1913 Bier herstellte. Nur wenige Jahre nach dieser Gründung, eröffnete 1859 der Braumeister Gottlob Fritzsche eine weitere Brauerei.
Begünstigt von einem dichten Städte-, Straßen- und Wassernetz, den Rohstoffvorkommen an Kohle, Ton, Salz und Erz sowie der relativ großen Bevölkerungsdichte, bot die Region für Investitionen weiterhin gute Ausgangsbedingungen. Dafür steht auch die Entstehung
eines sehr dichten Eisenbahnnetzes um die Mitte des 19. Jahrhunderts. Durch die Inbetriebnahme der Eisenbahnlinie Berlin – Magdeburg – Leipzig mit dem Haltepunkt Unterer Bahnhof im Jahr 1858 und der Eisenbahnstrecke Halle – Eilenburg – Sorau mit dem Haltepunkt Oberer Bahnhof im Jahr 1872 hatte Delitzsch Anschluss an das überregionale Eisenbahnnetz.
Das sich am nordwestlichen Ende der Altstadt befindliche Barockschloss nutzte nach sehr wechselvoller Geschichte im 18./19. Jahrhundert das preußische Militär bis 1849 als Garnison eines preußischen Landwehrregiments und bis 1860 als Artillerieschule, der größte Teil des Gebäudes aber stand leer. Die Regierung in Merseburg beschloss 1855 die Umnutzung als Zuchthaus. Die Strafanstalt bestand bis zu ihrer
Auflösung im Jahr 1926. Zwischenzeitlich diente das Schloss mehrere Monate als Lazarett für verwundete Soldaten aus dem Deutsch-Österreichischen Krieg. In Delitzsch hielten in der zweiten Hälfte des 19. Jahrhunderts auch Neuerungen größeren Umfangs Einzug, die zu einer Verbesserung der Wohnqualität und der hygienischen Bedingungen führten. Dazu gehörte ab 1865 die Gasbeleuchtung. Der Bau einer Kanalisation wurde zwar schon 1867 vom damaligen Bürgermeister angestrebt, aber erst 1872 umgesetzt. Nach dem Sieg der Deutschen über die Franzosen im Jahr 1871 verbesserte sich das wirtschaftliche Leben aufgrund der von Frankreich zu zahlenden Reparationsleistungen weiter. 1873 kam es zur Gründung der Delitzscher Braunkohlen Aktien-Gesellschaft, mit deren finanzieller Basis, im westlichen Stadtgebiet der Gemarkung
Kertitz Braunkohle gefördert werden sollte. Im Jahr 1875 bauten die Gebrüder Schaaf OHG auf einem Grundstück nahe der
Eisenbahnlinie Halle – Sorau eine moderne maschinenbetriebene Walzenmühle, die bis zur Weltwirtschaftskrise in Betrieb war.
Von Landwirten aus dem Landkreis initiiert, erbaute eine dafür gegründete Aktiengesellschaft 1890 die Zuckerfabrik Delitzsch, welche bis 2001 auf Grund der von der EU beschlossenen Produktionsquoten für Zucker stillgelegt wurde. Ausschlaggebend dafür war die verkehrsgünstige Lage mit Gleisanschluss und die für Zuckerrüben hervorragenden Anbaubedingungen. Der Unternehmer Albert Böhme gründete 1894 eine Süßwaren- und Schokoladenfabrik, welche 2008 von der Halloren Schokoladenfabrik AG übernommen wurde. An dieser voranschreitenden wirtschaftlichen Entwicklung konnten auch infrastrukturelle und soziale Maßnahmen teilhaben. Das ausgehende 19. Jahrhundert war die Periode, wo erstmals umfassend innerhalb weniger Jahrzehnte zahlreiche öffentliche Bildungs- und Sozialeinrichtungen entstehen konnten. Bereits 1858 hatte die am Gerberplan erbaute Oberrealschule ihre Lehrveranstaltungen aufgenommen. Eines der heutigen Gebäude des Ehrenberg-Gymnasiums wurde im Dezember 1871 als neu erbaute Knabenvolksschule in Betrieb genommen. Am 22. Juni 1873 gründete man in Delitzsch ein Königliches Lehrerseminar und 1898 eine Mädchenvolksschule. Auch im sozialen Bereich baute die Stadt ihre Einrichtungen aus. Bereits 1872 begann man eine kleine parkähnliche Anlage anzupflanzen, die dann 1885 in einer von Leipziger Stadtgärtnern entworfenen Parkanlage aufging. 1895 begann man mit dem Bau eines neuen städtischen Krankenhauses, welches das alte Krankenhaus ablösen sollte und dieses fortan als Armenhaus genutzt wurde. Die erste Badeanstalt errichtete man 1891/92 als Heilbad an der südlich von der Altstadt verlaufenden Wallgrabenpromenade.

## 20. Jahrhundert
Nachdem man im Jahr 1902 mit dem Bau eines Wasserwerkes begonnen hatte, schloss man 1903 die ersten Grundstücke der Stadt an ein weitläufiges, zentrales Wasserversorgungsnetz an. Mit der Elektrifizierung der Stadt im Jahr 1907 löste der elektrische Strom zunehmend Stadtgas und Petroleum als Lichtquelle ab. Von der Zentrale in Halle aus initiiert, wurde 1908 eine neu erbaute Eisenbahn-Hauptwerkstätte in Betrieb genommen. Bereits im darauf folgenden Jahr entwickelte sich das Unternehmen, das auf die Instandhaltung von Güter-, Personen-, Post- und Gepäckwagen spezialisiert war, zum wichtigsten Arbeitgeber der Stadt.

### Erster Weltkrieg und Weimarer Republik
Der Erste Weltkrieg ließ auch die Entwicklung der Stadt stagnieren. Zu dieser Zeit lebten schon über 13.000 Menschen in Delitzsch. Der größte Teil der wehrfähigen Männer wurde zum kaiserlichen Heer eingezogen. Die Stadt selbst blieb größtenteils von den Auswirkungen des Krieges verschont.
Nach Kriegsende wurde die Stadt ab November 1918 für kurze Zeit noch einmal Garnisonsstandort. Im Jahr 1928 verhandelte sie mit der Regierung in Merseburg über den Ankauf des Schlosses und des umliegenden Areals. Trotz des Kaufvertragsabschlusses im Jahr 1929 verhinderte die Weltwirtschaftskrise die Ausführung.

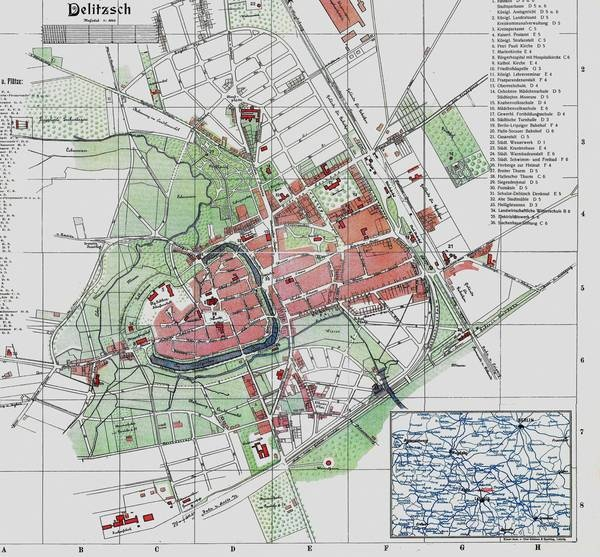
Delitzsch um 1936

Die allgemeine politische Entwicklung in der Weimarer Republik war zu diesem Zeitpunkt von einer starken Polarisierung gekennzeichnet, die ihre Ursachen auch in den schwierigen wirtschaftlichen und sozialen Verhältnissen hatte. Bis 1933 erhöhte sich die Anzahl von Arbeitslosen, deren Kosten die Stadt finanziell hemmten. Nach vielen Jahren der Stagnation kam es ab 1934 zu einer langsamen wirtschaftlichen Erholung. Eine restriktive Wirtschafts- und Arbeitsmarktpolitik ließ die Zahl der Arbeitslosen wieder sinken. Zudem kam es zu neuen investiven Maßnahmen der einheimischen Industrie.

### Nationalsozialismus
Nach der Machtübernahme der Nationalsozialisten 1933 wurde die Stadt von der NSDAP geführt. Nachdem 1933 noch 24 Menschen jüdischer Abstammung in der Stadt lebten, war es 1939 nur noch Einer.
Am Folgetag der Reichskristallnacht gab es Übergriffe gegen jüdische Geschäfte und Einrichtungen. Die Begräbniskapelle auf dem jüdischen Friedhof in der Hainstraße wurde völlig zerstört. Die wenigen am Anfang der 1930er Jahre noch in der Stadt lebenden jüdischen Familien flüchteten darauf nach Bitterfeld oder konnten nach Bolivien auswandern. An die jüdischen Einwohner der Stadt wird heute mit einer Gedenktafel und einem Gedenkstein auf dem jüdischen Friedhof erinnert.
Die Aufrüstung machte sich nicht nur durch die Einführung der Wehrpflicht 1935 bemerkbar, sondern hatte auch Auswirkungen auf den Ausbau von Militär- und Rüstungsbetrieben. 1939/40 begann man mit dem Bau eines Militärflugplatzes im Ortsteil Spröda und eines Blankstahlwerk in der Eilenburger Chaussee, welches zur Herstellung von Montageteilen für Kampfflugzeuge genutzt wurde. Abgesehen von der Zerstörung beider Bahnhöfe und des Militärflugplatzes blieb die Stadt im Zweiten Weltkrieg, zum Vorteil der historischen Bausubstanz im Stadtzentrum verschont.
Noch bevor das Dritte Reich unter der militärischen Überlegenheit der alliierten Truppen im Mai 1945 kapitulieren musste, waren ab 18. April 1945 die militärischen Kriegshandlungen in Delitzsch beendet. Am 20. April 1945 besetzten amerikanische Truppen die Stadt, die aus Südwesten kamen und denen die Stadt kampflos und für beide Seiten ohne Verluste übergeben wurde. Die US-Armee wurde Anfang Juli 1945 von der Roten Armee abgelöst, die bis Mitte der fünfziger Jahre stationiert blieb. Zahlreiche Betriebe wurden als Reparationen demontiert und in die Sowjetunion transportiert.

### Nachkriegszeit und DDR
Unmittelbar nach der Gründung der DDR 1949 gab es strukturelle Veränderungen in der administrativen Zugehörigkeit. Durch die Gebietsreform der DDR wurde 1952, der seit 1946 zur Provinz Sachsen-Anhalt gehörende Kreis Delitzsch dem neu geschaffenen Bezirk Leipzig zugeordnet. In diesem Zusammenhang teilte man willkürlich die historischen Kreise. 1950 wurden die bis dahin selbstständigen Dörfer Gertitz, Kertitz und Werben nach Delitzsch eingemeindet. Die von der Planwirtschaft bestimmte sozialistische Wirtschaftspolitik hatte negative Auswirkungen auf die Entwicklung von Gewerbe und Industrie. So musste 1968 die Produktion von Tabak und die Herstellung von Zigarren eingestellt werden. Das Produktionsprofil änderte man auf die Verarbeitung von Metallwaren.
Parallel dazu gab es auch tiefgreifende städtebauliche Veränderungen. Ab 1958 entstand das Neubaugebiet Delitzsch-Ost mit Einfamilien- und Mehrfamilienhäusern. Ab 1974 wurden Ersatzwohnungen für Einwohner aus den durch die Erweiterung und den Neuaufschluss von Braunkohle-Großtagebauen abgebrochenen Dörfern des Kreisgebietes gebaut. Auch mehrere Kaufhallen, medizinische Einrichtungen, Schulen und Kindereinrichtungen wurden geschaffen. 1969 wurde im Rosenthal ein Heimattiergarten eröffnet.

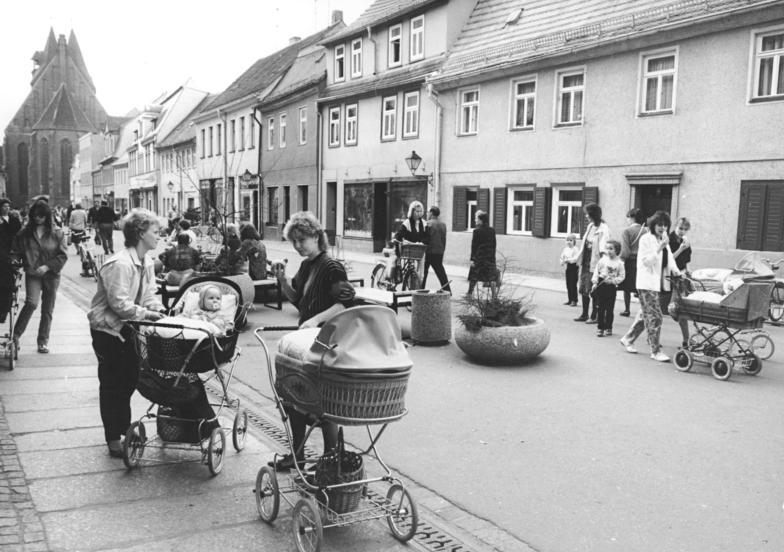
Altstadt 1989 (hier Breite Straße mit St. Peter und Paul)

In den 1980er Jahren erreichten die Umweltprobleme und politischen Spannungen insbesondere im Großraum Leipzig-Halle ihren Höhepunkt. Durch die Braunkohleförderung waren Teile der mitteldeutschen Kulturlandschaft verschwunden und acht Dörfer im Kreis Delitzsch von der Devastierung betroffen. Industriell stark kontaminierte Abfallprodukte gingen ungefiltert in die Luft oder wurden einfach in ausgekohlten Tagebauen versenkt. Dadurch kam es zur Stagnierung der Einwohnerzahl und zum Sinken der Wohnqualität.
Erst mit der friedlichen Revolution im Spätherbst 1989 begann sich wieder ein Demokratisierungsprozess zu entwickeln. Im November verlief die Wende friedlich mit Friedensgebeten in der Stadtkirche und anschließenden Protestdemonstrationen. Im Ort bildete sich ein Runder Tisch, an dem vor allem regionale Aspekte diskutiert wurden. Der Demokratisierungsprozess war 1990 mit den nach Jahrzehnten ersten freien Kommunal- und Landtagswahlen gesichert und fand seinen Höhepunkt in der deutschen Einheit am 3. Oktober 1990. Die mit der Wiederherstellung der Länder auf dem Gebiet der ehemaligen DDR und der mit der Kommunalwahl im Mai 1990 durchgeführten Volksabstimmung erbrachte im Kreis Delitzsch eine überwältigende Zustimmung für eine Zugehörigkeit zum neu entstehenden Freistaat Sachsen.

### Wiedervereinigung und Gegenwart
Seit 1990 ist das Peter & Paul Stadtfest eine jedes Jahr stattfindete Kulturveranstaltung. Der Peter & Paul Markt gehörte bereits im Mittelalter zu den drei Jahrmärkten die in Delitzsch abgehalten wurden und lässt sich bereits seit dem Jahr 1400 nachweisen. Mit dieser Veranstaltung gedenkt die Stadt ihrer Geschichte und hält somit diese Tradition lebendig.
Im seit 1990 bestehenden Freistaat Sachsen wurde am 1. August 1994 im Zuge der Kreisreform aus den Kreisen Kreis Delitzsch und Kreis Eilenburg, der neue Landkreis Delitzsch im Regierungsbezirk Leipzig gebildet. Dabei behielt die Stadt die Funktion als Kreissitz. Im Jahr 1995 wurden zur Erschließung des Stadtgebiets zwei Gewerbe- und Industriegebiete mit einer Gesamtfläche von etwa 1.057.000 Quadratmetern geschaffen.
Am 1. Januar 1997 erhielt Delitzsch den kommunalrechtlichen Status Große Kreisstadt. Bereits 2004 wurden große Teile des innerstädtischen Sanierungsprogramms im Rahmen des Denkmalschutzes mit der Rekonstruktion von Bürgerhäusern, öffentlichen Gebäuden und der städtischen Infrastruktur erfolgreich abgeschlossen. Hierzu zählte auch die Wiedereröffnung des Barockschlosses und -gartens.
Im Verlauf der sächsischen Kreisgebietsreform fusionierten der Landkreis Delitzsch und der Landkreis Torgau-Oschatz, am 1. August 2008 zum jetzigen Landkreis Nordsachsen. Dabei entfiel Delitzsch der Status des Kreissitzes und wurde an Torgau übergeben. Seitdem ist die Stadt einer von vier Kreisverwaltungsstandorten Nordsachsens.
Vom 20. bis 22. September 2013 war Delitzsch Austragungsort des 16. Sächsischen Landeserntedankfests. Unter dem Motto Fundamente des Lebens, präsentierte sich die Landwirtschaft der Region Zehntausenden Besuchern.
Am 25. November 2016 erhielt die Stadt den deutschen Nachhaltigkeitspreis in der Kategorie: Deutschlands nachhaltigste Stadt mittlerer Größe 2016. Entscheidend für die Auszeichnung war u. a. die intensive Kommunikation und Zusammenarbeit mit den Einwohnern in verschiedenen Netzwerken, die Strom- und Wärmeerzeugung sowie dessen Nutzung aus Solar- und Geothermie nach Neubau- und Sanierungsmaßnahmen, das integrierte Verkehrskonzept und die eigenständige Koordination der Flüchtlingsarbeit.